# Jedequepereu
Jedequepereu foi um faraó egípcio da XIII dinastia, reinando por um período estimado de dois anos, de c. 1 772 até 1 770 a.C. De acordo com os egiptólogos Kim Ryholt e Darrell Baker, Jedequepereu foi o 17º rei desta dinastia. Jedequepereu é o nome de Hórus do faraó; o prenome e o nome de Jedequepereu, que normalmente seriam empregados pelas convenções modernas para nomear um faraó, são desconhecidos.

## Atestação

### Atestados contemporâneos
O reinado de Jedequepereu é apoiado por onze impressões de selos de fortalezas egípcias na segunda catarata na Núbia. Dez dessas impressões de selos foram encontradas em Uronarti em associação com as impressões de selos de Cabau e Xexi. O último foi descoberto em Mirguissa.
Além das impressões de sinetes, Jedequepereu é autenticado pela Cama de Osíris, uma escultura maciça de basalto negro que mostra Osíris deitado em um esquife. A cama de Osíris foi encontrada na tumba do faraó Quenquenés da I dinastia, que os antigos egípcios identificaram com a tumba de Osíris. A escultura está agora no Museu Egípcio. A escultura foi provisoriamente atribuída a outro faraó da XIII dinastia, Quenjer, de Leahy, mas exames recentes das inscrições provaram que originalmente trazia o nome de Jedequepereu. O nome de Jedequepereu foi apagado em algum ponto da antiguidade, mas de forma descuidada o suficiente para que parte dele ainda seja legível.

### No cânone de Turim
Jedequepereu não é mencionado no cânone de Turim, uma lista de reis compilada no início do período Raméssida, que serve como um documento de referência para a história do Segundo Período Intermediário. Ryholt argumenta que isso ocorre porque o reinado de Jedequepereu (assim como o de seu predecessor, Cabau e seu(s) sucessor(es) imediato(s) Sebecai, todos ausentes do cânone) já estava perdido em uma lacuna do documento do qual o cânone foi copiado. Que isso deve ser verdade é indicado por artefatos que mostram que Cabau sucedeu Hor no trono e Sebecai como predecessor(es) de Amenemés VII, quando o cânone diz que Amenemés VII era diretamente sucessor de Hor (coluna 7, linhas 17 e 18).

## Família e reinado
De acordo com Ryholt, Jedequepereu era irmão de seu predecessor Sequenrecutaui Cabau e filho do faraó Hor Auibré. Ryholt baseou sua conclusão nos selos de Uronarti e da Cama de Osíris. Os selos mostram que Cabau e Jedequepereu reinaram próximos no tempo, enquanto o que resta do nome de Jedequepereu na Cama de Osíris mostra que seu nome começou com hrw. Isso sugere que o nome de Jedequepereu indicava sua filiação a Hor. Já que Cabau é conhecido por ter sucedido Hor, Ryholt deduziu que Jedequepereu era irmão e sucessor de Cabau.